# Danièle Henkel
 (novembre 2021).
Danièle Henkel, née le 16 janvier 1956 à Oujda au Maroc, est une écrivaine, femme d'affaires, publiciste, conférencière et femme politique québécoise (canadienne) d'origine marocaine.
Depuis février 2025, elle est sénatrice, représentant la division d'Alma du Québec au Sénat du Canada.

## Biographie

### Jeunesse et début professionnel
Née le 16 janvier 1956 à Oujda au Maroc, d’une mère juive marocaine et d’un père catholique allemand, Danièle Henkel grandit dans la religion catholique, au Maroc et en Algérie,,. Après des études à l'Université d'Oran en Algérie, elle occupe les fonctions de conseillère politique et économique de l’ambassadeur des États-Unis en Algérie pendant dix ans. En 1989, elle est nommée employée FSN (Foreign Service National) de l’année par le département d’État américain à Washington,.

### Immigration et les entreprises Danièle Henkel
En janvier 1990, elle immigre au Québec accompagnée de sa mère, de son mari et de ses quatre enfants. Elle se lance dans l'entrepreneuriat six ans plus tard. Elle importe le gant de gommage utilisé dans les hammams et le baptise le Gant Renaissance. C'est le point de départ des Entreprises Danièle Henkel inc, une société qui met en marché des technologies avant-gardistes et non invasives, qui développe des franchises et qui offre une gamme de produits cosmétiques.
Elle prend de l'ampleur pour se hisser au palmarès des 100 entreprises les plus performantes[Quoi ?] du pays.
De 2012 à 2016, elle siège pendant cinq saisons à l’émission Dans l'œil du dragon à ICI Radio-Canada Télé, où elle est une potentielle investisseuse,.
Le 14 février 2025, elle est nommée sénatrice pour le Québec par la gouverneure générale du Canada Mary Simon, sur avis du premier ministre Justin Trudeau,.

## Contributions
L'Académie de Danièle Henkel a pour mission la remise à niveau des compétences de professionnels du monde médico-esthétique pour leur permettre de mieux contribuer à l'écosystème entrepreneurial.
L'éducation est au centre des actions et des interventions de Danièle Henkel et elle joue un rôle de mentor, de conseillère stratégique et de coach professionnelle. Ses deux récits autobiographiques, Quand l’intuition trace la route (2013) et Au cœur de mes valeurs (2015) ainsi que l’essai Ces différences qui nous rassemblent (2019) sont classés best-sellers. Ses réalisations trouvent écho outre-mer, alors qu’elle est appelée à parler de son vécu et de sa vision en France, en Suisse, aux Émirats arabes unis et dans les pays du Maghreb.

## Gestionnaire et conseillère stratégique
Danièle Henkel siège sur plusieurs conseils d’administration, conseils consultatifs privés, publics, parapublics et paramunicipaux. Elle est membre des conseils d’administration du Réseau Mentorat de la Fondation Armand-Frappier, du Centre québécois d’innovation en commerce, du Conseil de développement Canada Algérie et de la Fondation du cancer du sein.

### DanièleHenkel.tv
Elle fonde en novembre 2018 DanieleHenkel.tv, un média numérique qui a pour mission la mise en valeur d'entrepreneur.es, surtout ceux sous-représentés, tout en rapprochant le monde des affaires et le public.
Les inégalités sont son fer de lance. Elle se donne comme mission la démocratisation et une reconnaissance de l’impact positif et socio-économique de l'entrepreneuriat. En 2020, elle co-crée « le Programme de certification en leadership inclusif et participatif » en partenariat avec Infopresse afin de contrer les biais conscients ou inconscients par la reconnaissance des compétences et de la méritocratie.

#### Danièle Henkel et Mélanie Paul
Mélanie Paul, entrepreneure autochtone, lui propose d'être sa marraine. À l'été 2021, les deux femmes mettent sur pied « Cercle Mocassins et Talons Hauts », un incubateur qui crée des alliances entre entrepreneurs allochtones et autochtones. Cette initiative cherche à faire grandir ces communautés qui trop souvent sont sous-estimées, marginalisées, ou tout simplement oubliées.

## Parrainage d'entreprise/fondation/organisme
- Fondation du cancer du sein du Québec
- La Société canadienne de sclérose en plaques (porte-parole d’événement)
- Leucan (marraine d’honneur)
- La fondation Émergence (coprésidente d’une collecte de fonds)
- Les Grands ballets canadiens (présidente de campagne)
- Circuit du CHU Sainte-Justine
- Mères au pouvoir
- Care Canada (ambassadrice)
- Dress for Success (présidente d’honneur)
- Les Grands Ballets Canadiens de Montréal
- La Maison Bleue (présidente d’honneur d’une collecte de fonds)
- L’Association pulmonaire du Québec (présidente d’honneur)
- Sclérodermie Québec (présidente d’honneur)

## Récompenses et reconnaissances
- 1999 : Lauréate — Prix Femme d’affaires en 1999 (Innovation)
- 2012 : Prix d’entrepreneuriat familial Fuller Landau — École de gestion John Molson
- 2012 : Prix d’Entrepreneure active à l’international — Réseau des femmes d’affaires du Québec
- 2015 : Lauréate — Management Achievement Award de la Faculté de gestion Desautels de l’Université McGill
- 2015 : Prix Réalisations — Réseau des femmes d’affaires du Québec
- 2016 : Médaille de l’Assemblée nationale du Québec.
- 2017 : Chevalier de l’ordre national du mérite, Gouvernement Français.
- 2018 : Médaille d’honneur de l’Assemblée nationale du Québec
- 2018 : Championne canadienne au Women Entrepreneurs Finance Initiative (We-Fi)
- 2019 : Top 100 des femmes les plus influentes du Canada du Women’s Executive Network (WXN)
- 2019 : Co-présidente d’un Panel d’experts pour conseiller l’honorable Mary NG, ministre des Petites et Moyennes Entreprises et de la Promotion des exportations, afin d’accroître le nombre des femmes entrepreneures au Canada
- 2020 : Certification BonBoss grâce à son style de gestion humain et respectueux
- 2020 : Personnalité de confiance de la décennie dans le domaine des affaires, Institut de confiance dans les organisations
- 2021 : PDG les plus crédibles du Québec, Institut de la crédibilité[17],[18]

## Conférences
- Aimer, savoir, entreprendre
- Les affaires, en tant que femme
- Les aspects humains de l'entrepreneuriat
- La peur, la confiance, les choix

## Livres
- Quand l’intuition trace la route, auto-biographie, édition La Presse, 2013[19].
- Au cœur de mes valeurs, édition La Presse, 2015[20].
- Ces différences qui nous rassemblent, édition Plon, 2019.

## Articles dans le journal Les Affaires[21]
- Entrepreneuriat au féminin, entre mythe et réalité[22]
- Culture entrepreunariale ça commence à la maison[23]
- Aux frontières du savoir[24]
- Vers l'école de demain[25]
- L'économie du partage, un eldorado?[26]
- Conciliation travail-famille, la priorité oubliée[27]
- Voir plus loin que son nombril[28]
- Pour en finir avec les excuses[29]
- Employés en santé, employeurs en croissance[30]
- Le cri du cœur des repreneurs et des cédants[31]
- Résolution: ralentir![32]
- Repreneuriat: au nom de la pérennité[33]
- Vous essuyez un échec? Tant mieux![34]
- Sociofinancement: au-delà des fond[35]
- Les enfants, ces formidables mentors[36]
- Maîtriser la langue, une priorité[37]
- Le savoir comme moteur de l'économie[38]
- 75 ans de droit de vote pour les Québécoises... mais pas que ça![39]
- Les jeunes et l'entrepreneuriat : des signes encourageants[40]
- Montréal, capitale des paradoxes[41]
- Votre santé... Pas si important que ça![42]
- "Charlie": tous concernés![43]
- Des politiques de courte vue[44]
- Quand des entreprises prospères disparaissent[45]
- L'effet papillon[46]
- La cinquantaine... et puis?[47]
- Ces vrais leaders qui font de l'ombre aux vedettes[48]
- Son fils malade, ses collègues lui offrent 170 jours de congé![49]
- La dynastie des "Yakafokons"[50]
- Éthique et de... tact[51]
- Et si nous "ferions" des affaires?[52]
- Femme de carrière ou carrière de femme?[53]
- Plus qu'un art, la communication est une science qui se cultive[54]
- Entreprendre comme je le vois: la solitude des sommets[55]
- Les défis de l'entreprise familiale[56]
- La vente: un art pas toujours maîtrisé[57]
- L'argent: honte ou fierté?[58]
- Patrons, n'oubliez pas que la monoparentalité est aussi une histoire d'hommes[59]
- Vacances, j'oublie tout...[60]
- Ma définition du respect à 360[61]
- La vision intuitive[62]